# Rhipidia bryanti
Rhipidia bryanti är en tvåvingeart som beskrevs av Johnson 1909. Rhipidia bryanti ingår i släktet Rhipidia och familjen småharkrankar. Inga underarter finns listade i Catalogue of Life.